# Liste der Monuments historiques in Fontenay-Torcy
Die Liste der Monuments historiques in Fontenay-Torcy führt die Monuments historiques in der französischen Gemeinde Fontenay-Torcy auf.

## Liste der Bauwerke
| Bezeichnung       | Beschreibung | Standort | Kennzeichnung | Schutzstatus | Datum | Bild           |
| ----------------- | ------------ | -------- | ------------- | ------------ | ----- | -------------- |
| Friedhof          |              | (Lage)   | PA00114692    | Classé       | 1964  | weitere Bilder |
| Kirche Notre-Dame |              | (Lage)   | PA00114693    | Classé       | 1930  | weitere Bilder |

## Liste der Objekte
| Bezeichnung    | Beschreibung                            | Standort                        | Kennzeichnung | Schutzstatus | Datum | Bild           |
| -------------- | --------------------------------------- | ------------------------------- | ------------- | ------------ | ----- | -------------- |
| Zwei Türflügel | Eichenholz, Anfang des 16. Jahrhunderts | in der Kirche Notre-Dame (Lage) | PM60000816    | Classé       | 1912  |                |
| Taufbecken     | Kalkstein, 13. Jahrhundert              | in der Kirche Notre-Dame (Lage) | PM60000815    | Classé       | 1912  | weitere Bilder |
| Dachschmuck    | Schmiedeeisen, 16. Jahrhundert          | in der Kirche Notre-Dame (Lage) | PM60000817    | Classé       | 1912  |                |